# Жуніньйо (футболіст, 1996)
Жуніньйо (порт. Juninho; нар. 21 листопада 1996, Пітангуї) — бразильський футболіст, нападник бразильського клубу «Фламенгу».

## Ігрова кар'єра
Народився 21 листопада 1996 року в місті Пітангуї. Вихованець футбольної школи клубу «Атлетіку Паранаенсе». Дорослу футбольну кар'єру розпочав 2014 року в основній команді того ж клубу. 
Згодом з 2015 по 2016 рік грав у складі команд «Гуаратінгета» та «Портімоненсі».
Своєю грою за останню команду знову привернув увагу представників тренерського штабу клубу «Атлетіку Паранаенсе», до складу якого повернувся 2016 року. Цього разу відіграв за команду з Куритиби наступний сезон своєї ігрової кар'єри.
Протягом 2017—2018 років захищав кольори клубів «Греміо Бразіл», «Греміо Новурізонтіно» та «Фігейренсе».
У 2018 році повернувся до клубу «Атлетіку Паранаенсе». Цього разу провів у складі його команди один сезон. 
З 2019 по 2023 рік продовжував кар'єру в клубах «Віла-Нова», «Ештуріл-Прая», «Шавіш», «Боавішта» та «Шавіш».
До складу клубу «Карабах» приєднався 2023 року. У своєму першому сезоні в Азербайджані відіграв за команду з Агдама 26 матчів в національному чемпіонаті, в яких забив 15 голів, завдяки чому став найкращим бомбардиром турніру.

## Титули і досягнення

### Командні
- Чемпіон Азербайджану (1):

«Карабах»: 2023-24
- Володар Кубка Азербайджану (1):

«Карабах»: 2023-24
- Володар Суперкубка Бразилії (1):

«Фламенгу»: 2025

### Особисті
- Найкращий бомбардир чемпіонату Азербайджану 2023-24 (20 м'ячів).